# Tarauacá
Tarauacá – miasto i gmina w Brazylii, leży w stanie Acre. Gmina zajmuje powierzchnię 20171,07 km². Według danych szacunkowych w 2016 roku miasto liczyło 39 427 mieszkańców. Położone jest około 400 km na północny zachód od stolicy stanu, Rio Branco, oraz około 3200 km na zachód od Brasílii, stolicy kraju. 

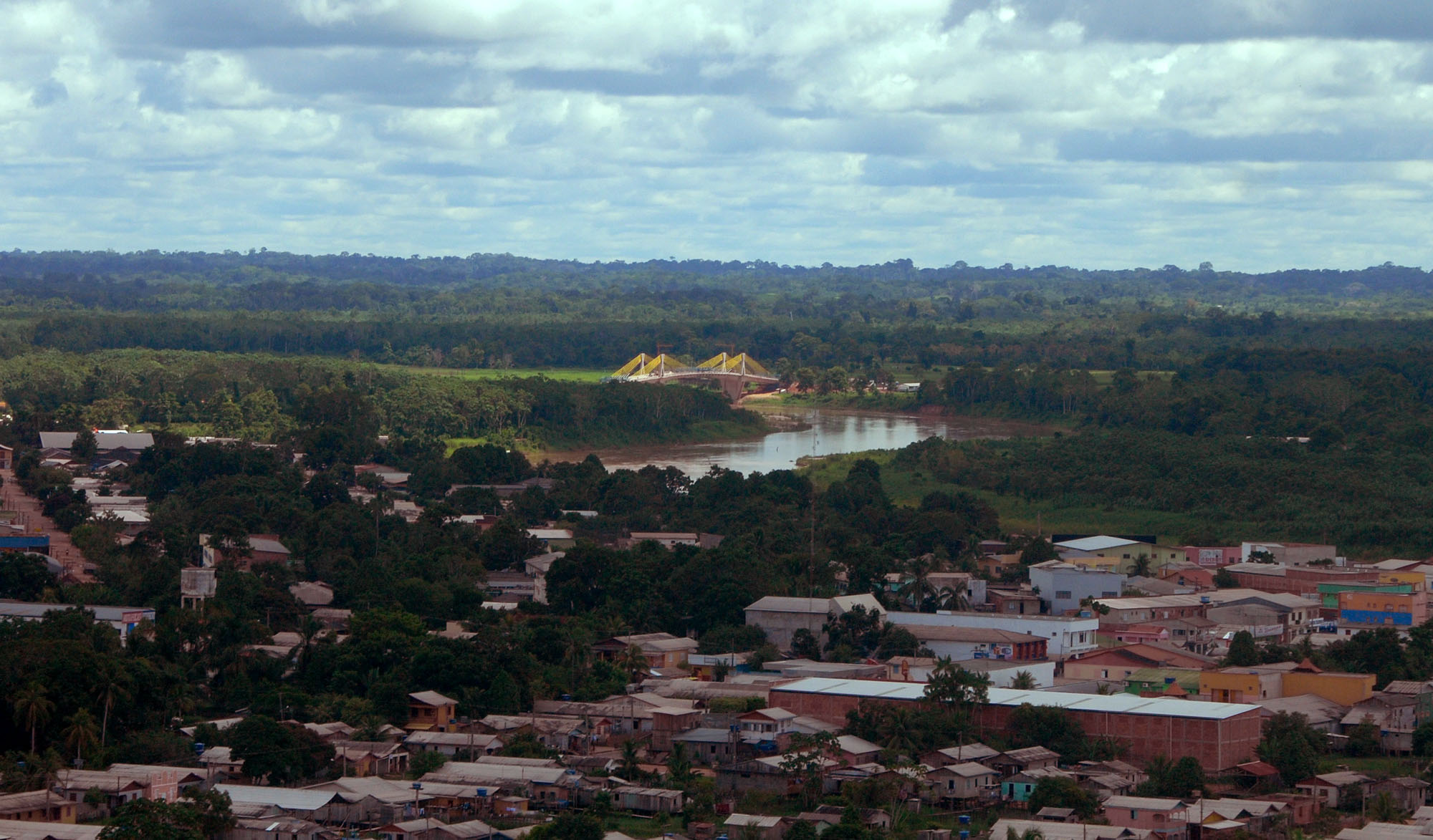
Widok na miasto

W 2014 roku wśród mieszkańców gminy PKB per capita wynosił 10 159,69 reais brazylijskich.